# I Önnemo
I Önnemo är en lärobok av Anna Maria Roos. Den utkom 1912 och användes som läsebok i andra klass i den svenska småskolan. Den ingick i serien Läseböcker för Sveriges barndomsskolor. Förebilden till Önnemo är Kålåkers by i Törnsfalls socken i östra Småland. Där hade Roos sitt morföräldrahem på godset Blekhem.